# 清野由佳理
清野 由佳理（せいの ゆかり、11月3日 - ）は、日本の女性声優、舞台女優。

## 出演作品

### テレビアニメ
2015年
- Peeping Life

### ラジオ
- 清野由佳理の！せーーので、縁会（えーーんかい）！（超A&G+：2016年4月9日 - 7月2日）[1]